# Єгиптоманія

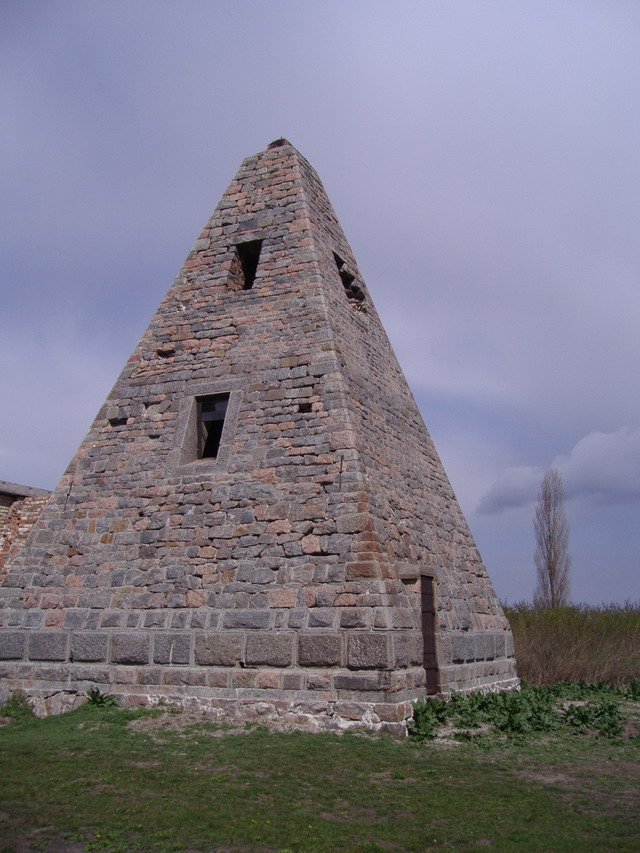
Піраміда-усипальниця в селі Комендантівка, Полтавська область

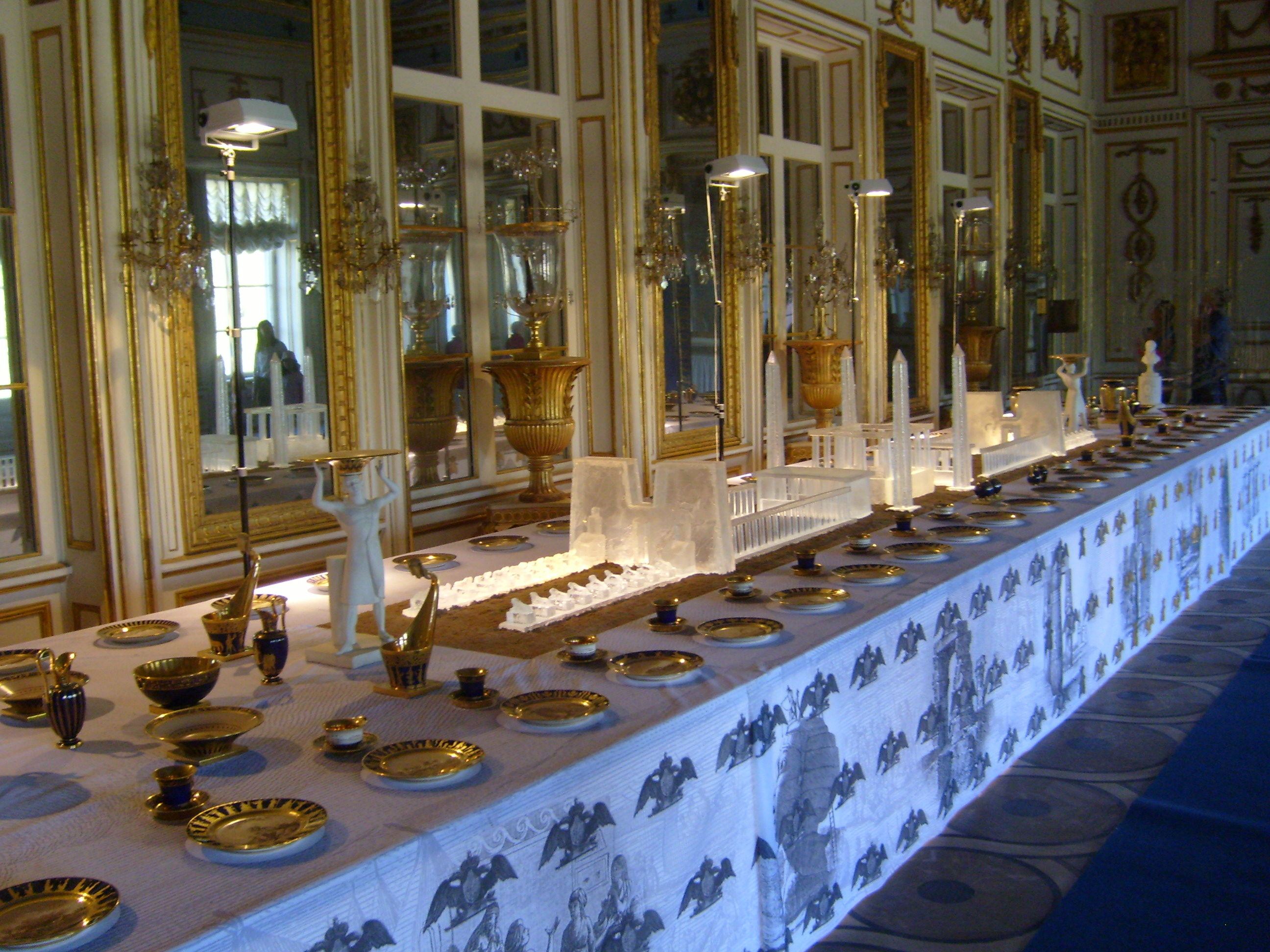
Єгипетський сервіз — подарунок Наполеона Олександру I

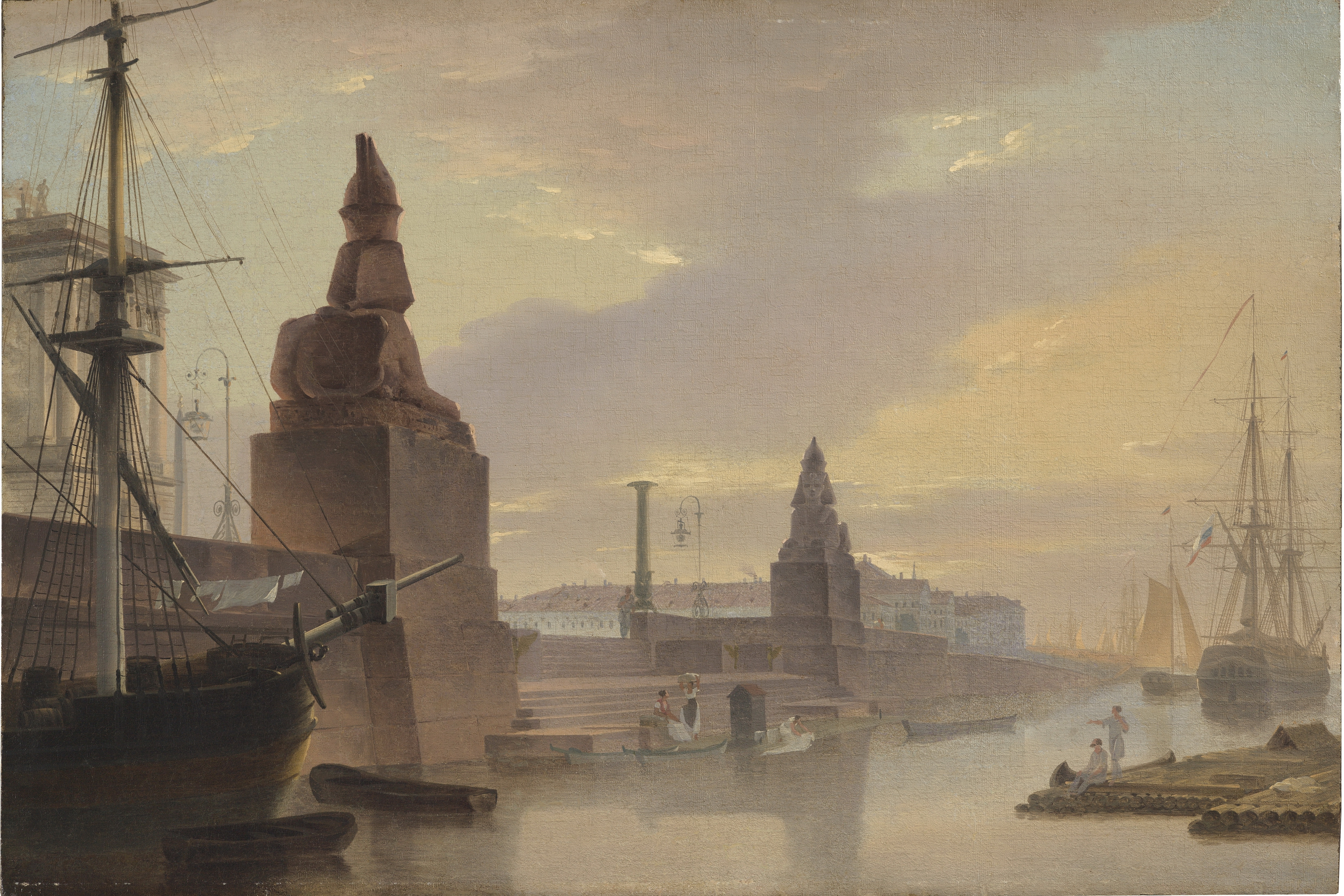
Псевдоєгипетські сфінкси прикрашають набережну Неви в Академії мистецтв від 1832 року.

Єгиптома́нія — захоплення давньоєгипетськими атрибутами (одяг, культура, архітектура, писемність, декор) у наступні періоди історичного розвитку людства. Виступає як один із проявів модних тенденцій (стиль етніка). Єгиптоманія часто розглядається в рамках ідеї повернення в минуле, до витоків найдавнішої людської цивілізації.

## Значення
Примітно що під єгиптоманією розуміють звичайно захоплення саме Стародавнім Єгиптом, а не християнським Єгиптом пізньої античності і не сучасним ісламсько-арабським утворенням, яке виникло на його території в VII столітті. У період між двома епохами Єгипет був однією з християнських провінцій Східної Римської (Візантійської) імперії.

## Єгиптоманія епохи романтизму
Перші ознаки єгиптоманії в Європі простежуються з початку XVIII століття, коли на території Італії було виявлено стародавні єгипетські та псевдоєгипетські пам'ятники, покинуті з часів пізньої античності. Справжній розквіт єгиптоманії збігся з епохою романтизму, коли під час наполеонівського походу в Єгипет в 1798–1799 рр. багато європейців (таких, як Домінік Віван-Денон та Дроветті) на власні очі побачили прославлені пам'ятники Стародавнього Єгипту. На згадку про похід давньоєгипетські мотиви виявилися вплетеними в арсенал художніх мотивів наполеонівського ампіру. 
Міжнародний резонанс, породжений розшифровкою Шампольоном Розетського каменю (1822), породив попит на т.зв. неоєгипетський стиль в архітектурі й декоративно-ужитковому мистецтві. Цей стиль знайшов своє відображення в архітектурі середземноморських Іспанії, Італії, Франції й торкнувся навіть відносно віддалених від Єгипту країн — зокрема, столиці Російської імперії Петербурзі в епоху царювання Олександра I та його наступника. 1826 році тут був відкритий так званий Єгипетський міст, а 1829 року — в Царському селі була зведена Єгипетська брама, прикрашена єгипетськими ієрогліфами. Залишки декількох пірамід (павільйонів) мають декілька пейзажних парків в Бельгії, Франції тощо.

## Наступні хвилі єгиптоманії
Єгиптоманія у Франції кінця XIX століття отримала назву ретур-д'ежіпт (досл. «повернення Єгипту»). Тоді ж виник і стиль негритюда як захоплення всім африканським у зв'язку з активною колонізацією Африки французькими і бельгійськими підприємцями. Останній раз єгиптоманія торкнулася Європи в кінці XX століття, коли біля стін Лувру з'явилася скляна піраміда, а на набережній Неви — черговий сфінкс (скульптор Михайло Шемякін).

## Єгиптоманія в Україні
- Один із випадків єгиптоманії — будівля клубу «Оранжерея», яка розташована в центрі Дніпра і виконана у вигляді скляної піраміди.
- У місті Маріуполь (Донецька обл.) нічний клуб «Клеопатра» отримав декор у формах стародавнього Єгипту.
- У XIX столітті в селах Комендантівка та Березова Рудка місцеві поміщики побудували усипальниці у вигляді пірамід, які стоять і понині[1].